# Staphylea bolanderi
Staphylea bolanderi je grm ili omanje stablo iz roda klokoča, porodica Staphyleaceae. raste kao endem u saveznoj američkoj državi Kalifornija, od planina Sierra Nevada do Kaskadskog gorja i planinama Klamath.

## Opis
Naraste u visinu od 2 do 6 m.